# Лібія (рід птахів)
Лібія (Lybius) — рід дятлоподібних птахів родини лібійних (Lybiidae). Містить 12 видів.

## Поширення
Рід поширений у тропічній Африці. Мешкають у різноманітних лісах і лісистих саванах.

## Опис
Зазвичай ці птахи завдовжки від 20 до 25 см. Пухкі птахи з великою головою і міцним дзьобом. Біля основи дзьоба є пучок щетинкоподібного пір'я. Різні види лібій різноманітні за забарвленням, але для більшості з них характерні рудуваті голови та плями навколо очей.

## Спосіб життя
Живляться фруктами й комахами. Деяких комах ловлять у польоті. Гнізда облаштовують у дуплах.

## Види
- Лібія червонолоба, Lybius undatus
- Лібія світлокрила, Lybius vieilloti
- Лібія білолоба, Lybius leucocephalus
- Лібія замбійська, Lybius chaplini
- Лібія руандійська, Lybius rubrifacies
- Лібія чорнодзьоба, Lybius guifsobalito
- Лібія чорношия, Lybius torquatus
- Лібія чорнокрила, Lybius melanopterus
- Лібія рожевочерева, Lybius minor
- Лібія червона, Lybius bidentatus
- Лібія жовтоока, Lybius dubius
- Лібія чорновола, Lybius rolleti